# Lexus 2054

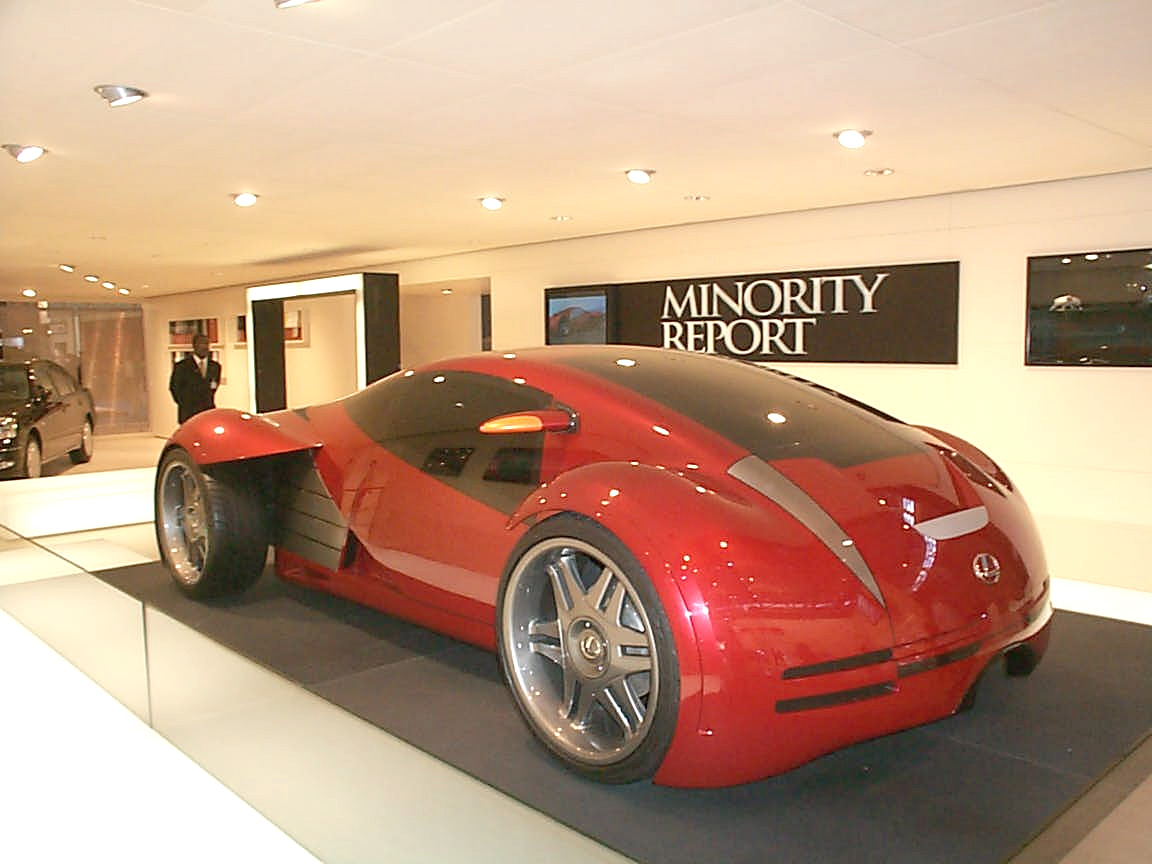
Lexus 2054 na wystawie w Paryżu w październiku 2002.

Lexus 2054 – futurystyczny samochód, którego używa agent John Anderton (Tom Cruise) w filmie Stevena Spielberga „Raport mniejszości”.
Studyjny supersamochód został zaprojektowany i zbudowany specjalnie na potrzeby filmu, a firma Lexus zapłaciła ponad 5 mln dolarów za lokowanie w filmie swej marki i logo.
Filmowy Lexus 2054 miał napęd elektryczny zasilany ogniwami paliwowymi, funkcję samodzielnej jazdy oraz biometryczne zabezpieczenia.